# Центенери (район)
Центенери (англ. Centenary District) — один из семи районов провинции Центральный Машоналенд в Зимбабве. Административный центр района — город Центенери.
Расположен на высоте 474 метра над уровнем моря. Население составляет 121 127 человек.